# Eyal Zamir
Eyal Zamir(în ebraică:אייל זמיר, n.26 ianuarie1966, data ebraică: 5 Shvat 5726) este un ofițer israelian, general-locotenent, de la 6 martie 2025 al 24-lea Șef al Marelui Stat Major al armatei israeliene  înlocuindu-l pe generalul Herzl Halevi care a demisionat, după ce s-a văzut responsabil pentru greul fiasco al armatei israeliene în apărarea țării în fața  atacului intempestiv din ziua de 7 octombrie 2023 al Hamasului în Israel.
În trecut a servit ca comandant al brigăzii blindate a 7-a, comandant al cursurilor de comandanți de companii și de batalioane. comandant al unității Amud Haesh (Coloana de foc), al unității Gaash (Erupție), comandant al Diviziei 36, secretar militar al primului ministru, comandant al regiunii de Sud, adjunct al șefului Marelui stat Major (2018-2021), și după trecerea în rezervă - director general al Ministerului Apărării (2023-2025)

## Biografie
Eyal Zamir s-a născut în 1966 la Eilat ca fiul cel mare dintre trei copii ai lui Shlomo Zamir și Yaffa, născută Abadi. 
Bunicul său patern, Dado Aharon, a emigrat în Palestina din Yemen în anii 1920 și a luptat în rândurile Organizației evreiești de apărare Irgun (Etzel), fiind rănit de două ori. El a locuit in cartierul Kerem Hateimanim (Via yemeniților) din Tel Aviv unde napotul său Eyal a petrecut de multe ori  vacanțele școlare. Mama lui Zamir s-a născut în Israel, a copilărit la Ierusalim și este o urmașă a familiei Abadi care provine din Alep.  
Zamir este absolvent al Internatului militar pentru comandanți din Tel Aviv de pe lângă Gimnaziul ebraic Herzliya. (a 17-a promoție).

## Cariera militară
În 1984 Zamir s-a înrolat pentru serviciul militar obligatoriu în Forțele de blindate. În 1985 s-a distins la terminarea cursului de comandanți de tanc și între 1985-2000 a luat parte la operațiuni militare în Liban. La nord de Zarit într-o ciocnire echipa tancului său a ucis doi teroriști. În 1986 a terminat cursul de ofițeri devenind apoi comandant de pluton, apoi de companie în brigăzile de blindate 500 și 460  (Bnei Or) În timpul Primei Intifade Zamir a comandat poziții din Centura de securitate din sudul Libanului. În 1992-1994 ca maior a fost ofițer de informații în Divizia a 7-a. În 1994-1996 a comandat batalionul 75 Romakh din divizia a 7-a, având gradul de locotenent-colonel. În fruntea batalionului a comandant în sudul Libanului poziții israeliene pe culmile Ali Taher și avanposturile Beaufort și „Delaat”,  a luat parte la activități militare de rutină și operațiuni în Cisiordania.
În 2000-2002 a condus secția de teorie militară a forțelor blindate și, în paralel, avansând la gradul de colonel a comandat Brigada 656 (Bnei Reshef), o brigadă de rezerviști din Regiunea de centru. În cursul Operațiunii „Homat maghen (Zid de apărare) din timpul Intifadei Al-Aksa brigada sa a luat parte la ocuparea orașului Jenin și la epurarea lui de teroriști și de baze de teroare. În 2002-2003 a comandat centrul de antrenamente tactice din armata de uscat, continuându=si serviciul de comandant al brigăzii de rezerviști.
În anii 2003-2005 Zamir a fost comandantul Diviziei a 7-a. În această calitate a comandat sectorul de centru din Fâșia Gaza și a condus operațiuni ofensive împotriva organizațiilor de teroare din zona orașului  Khan Yunis și în taberele de refugiați palestineni din centrul Fâșiei.
În 2005 brigada de sub comanda sa a fost înrolată în aplicarea planului guvernului Ariel Sharon de ieșire a armatei israeliene din Fâșia Gaza și de evacuare cu forța a așezărilor evreiești din Fâșie. A fost comandantul celui de-al Cincilea Cerc al forțelor de evacuare care a răspuns de blocarea intrării de cetățeni israelieni în Fâșia Gaza.
În 2006 Zamir a luat parte la Al Doilea Război din Liban. 
În 2007-2009 a fost avansat la gradul de general de brigadă și a comandat cursul de comandanți de companii și batalioane. În iunie a fost numit comandant al unitătii 36 sau Ugdat Gaash. În august 2009 a fost numit șef al statului major al Forței de uscat.
În noiembrie 2012 Zamir a fost numit secretar militar (cu gradul de general maior) al primului ministru al Israelului, Binyamin Netanyahu.
În anii 2012-2015 în care a îndeplinit această funcție, armata israeliană a întreprins operațiunile de represalii „Shuvu Ahim” (după asasinarea a trei tineri evrei), și „Operațiunea Protective Edge (Tzuk Eitan, Marjă de aparare). La 3 septembrie 2015 Zamir și-a încheiat misiunea ca secretar militar al premierului. 
La 14 octombrie 2015 a intrat în funcția de comandant al Regiunii de sud.
La sfârșitul perioadei în care a îndeplinit acest post, au început confruntări cu mișcarea Hamas la frontiera de sud-vest a Israelului cu Fâșia Gaza și armata s-a axat pe localizarea și distrugerea tunelurilor ofensive săpate de dușman pe sub gardul frontierei, pe construirea unei bariere indicatoare la granița cu Fâșia și pe confruntarea cu demonstrații de forță ale palestinienilor la această graniță. La 6 iunie 2018 Zamir s-a încheiat misiunea ca comandant al Regiunii de Sud.

### Adjunct al Șefului Marelui Stat Major
La 13 decembrie 2018 Zamir a fost numit adjunct al generalului Aviv Kohavi, Șeful Marelui Stat Major al armatei israeliene, funcție pe care a deținut-o până la 11 iulie 2021. În această funcție Zamir s-a ocupat de un proiect multianual de întărire a armatei, a comandat și cristalizat planul de acțiuni împotriva Iranului, adoptat de generalul Kokhavi si de ministrul apărării și a luat parte la comanda Operațiunii Straja Zidurilor (Shomer Hahomot).   
La 13 iunie 2022 ministrul apărării Beni Gantz a anunțat începerea procesului de alegere a celui de-al 23-lea Șef al Marelui Stat Major. Zamir a candidat la acest post, alături de generalii Herzl Halevi și Yoel Strik. La 17 iulie Gantz a anunțat că reduce lista candidatilor la Halevi și Zamir, iar la 4 septembrie a anunțat că l-a ales pe Hertzi Halevi.

### Director general în Ministerul Apărării

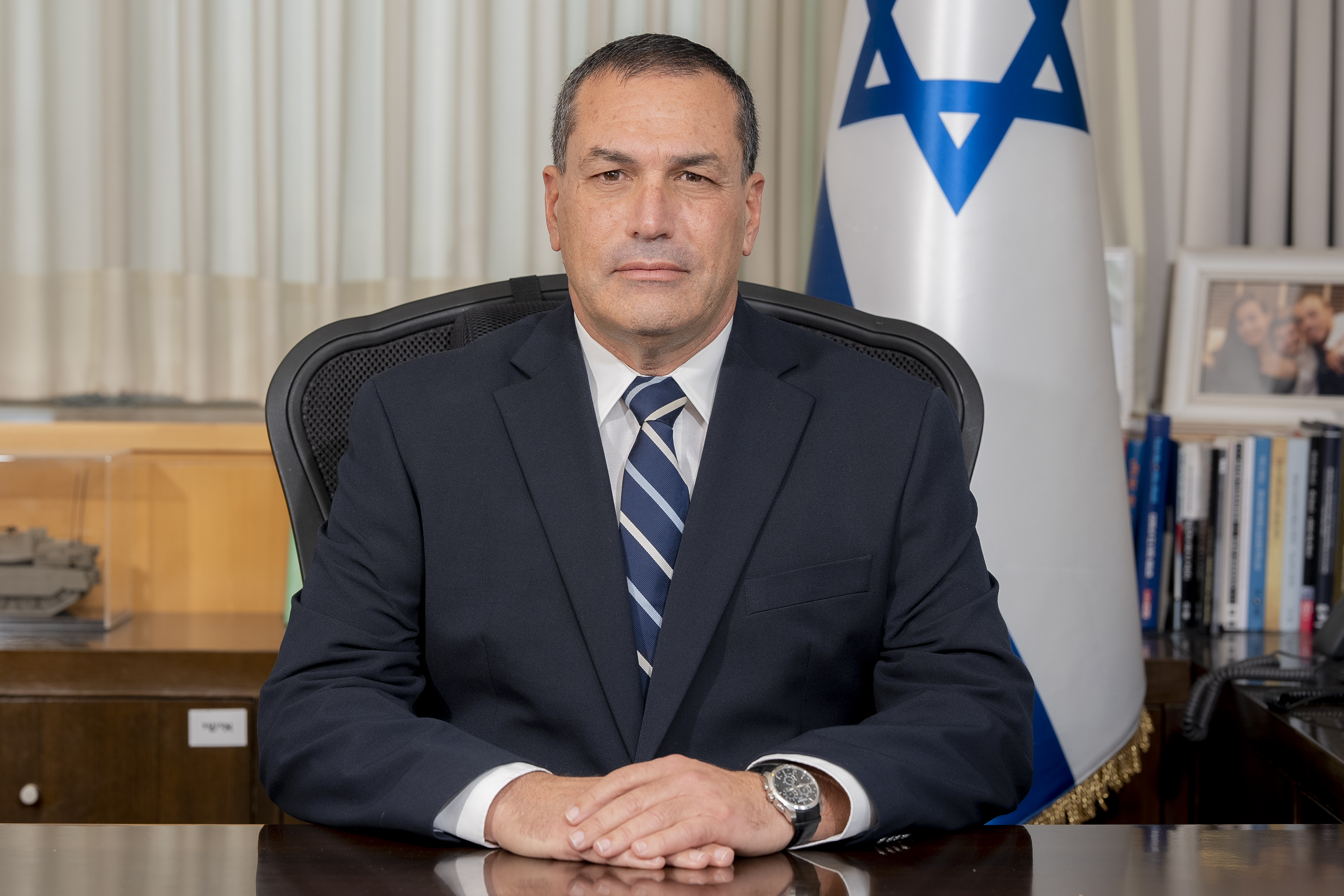
Eyal Zamir ca director general al MInisterului Apărării al Israelului în 2022

La scurt timp dupa numirea lui Yoav Galant ca ministru al apărării, acesta l-a ales pe Zamir ca director general al ministerului.

La intrarea în functie Zamir a prezentat principalele obiective ale ministerului: aprobarea bugetului apărării, planul multianual al ministerului, cresterea bugetului pentru cercetare si dezvoltare si examinarea crearii unui nou cadru pentru Directia cercetării și dezvoltării de mijloace de luptă și infrastructură tehnologică cu accent pe inteligența artificială, robotică, promovarea exportului de arme, promovarea continuării aplicării planului de evacuare a bazelor militare  din centrul țării , continuarea reformei pentru ameliorarea tratamentului invalizilor armatei, lărgirea digitizației in Ministerul Apărării, reducerea birocrației și îmbunătățirea serviciului acordat populației.

### Principii în conducerea luptei cu terorismul
În 2007 Zamir a publicat un articol în revista Maarakhot în legătură cu etica militară în lupta contra organizațiilor teroriste. El a afirmat că uciderile țintite, decise numai în împrejurări de pericol foarte grav, sunt o acțiune de război autodefensivă, și este legitimă. În ce privește lupta cu teroriștii în medii civile, Zamir a enumerat principiile morale care trebuie aplicate pentru a apăra viețile cetățenilor nevinovați: principiul proporționalității, după care cât timp una din părți suferă atacurile unui terorism popular, se continuăa lua măsuri de pedepsire colectivă impotriva populației agresive; principiul evitării omuciderilor, în așa fel încât pedepsele colective să se facă prin mijloace care nu ucid; principiul umanitar, de a limita cât mai mult lezarea populatiei civile, și potrivit căruia, înfometarea populației ostile, și împiedicarea accesului ei la apă și la medicamente sunt măsuri imorale. În schimb, sancțiuni economice, oprirea furnizării de electricitate, blocada și oprirea transferului de materii prime și combustibil sunt mijloace legitime.
La încheierea serviciului său ca adjunct al Șefului Marelui Stat Major, Zamir a subliniat că statul Israel se află în fața primejdiei de a fi expus la un conflict militar greu, lung și pe mai multe fronturi, paralel cu sfidări pe plan intern - în spatele frontului. De aceea are nevoie de capacitatea de a decide, multă răbdare, rezerve puternice, capacitate tehnologică avansată și o masă critică de calitate și cantitate umană.
Zamir a fost director general al Ministerului Apărării în timpul Războiului cu Hamas (Săbiile de fier) și aliații săi începând din octombrie 2023.
El a accentuat pe necesitatea ca Israelul să se bazeze mai mult pe construirea unei forțe cu ajutorul propriei industrii și să reducă dependența de livrarea de muniții din Statele Unite.
În noiembrie 2024, când ministerul apărării a fost preluat de Israel Katz, Zamir a cerut să-și încheie misiunea, dar a acceptat cererea ministrului de a rămâne în funcție până la găsirea unui succesor.  
La 6 februarie 2025 el și-a încheiat această funcție odată cu numirea sa ca Șef al Marelui Stat Major.

### Șef al Marelui Stat Major
La 5 martie 2025 generalul Zamir a preluat oficial funcția de șef al Marelui Stat Major al armatei israeliene, al 24-lea în istoria acesteia. 
El este cel dintâi tanchist ales în această funcție.
Una din primele decizii pe care le-a luat, învățătură din evenimentele din 7 octombrie 2023, Zamir a desființat toate vacanțele colective de sărbători în armată. A initiat crearea unei noi brigăzi de blindate și examinarea creării a unei noi brigăzi de infanteriști, reînfiintarea unor companii blindate de patrulari inclusiv examinarea transformării uneia din ele în companie de soldați cu profil religios iudaic strict.
A continuat pregătirile intensive din aviația militară în vederea unui eventual atac asupra Iranului aflat în curs de nuclearizare. A luat măsuri pentru întărirea disciplinei militare, a exclus din armată pe colonelul Eyal Wiener care a pierdut documente secrete, si câțiva aviatori rezerviști care au inițiat proteste cu caracter politic împotriva hotărârilor guvernului.
La 18 martie 2025 după o perioadă de armistițiu a deschis în Fâșia Gaza Operațiunea „Oz vaherev” (Îndrăzneală și spadă). După încheierea campaniei din nordul tării in fața forțelor Hezbollah, aceasta operațiune deschisa printr-un atac aerian, era destinată controlării gradate a acestui teritoriu, obținerii unui acord cu Hamas în vederea eliberării ultimilor ostatici vii și morți aflați din 7 octombrie 2023 în captivitatea palestiniană, precum si restrângerii pierderilor israeliene. 
Armata israeliană a reluat controlul asupra orașului Rafah și a cucerit axa Morag aflată la nord de acesta.
La 13 mai a fost omorât comandantul Hamasului din Fâșia Gaza, Muhammad Sinwar.  
După ce Hamasul a respins acordul propus de mediatorul american Steve Witcoff, s-a decis lărgirea acțiunilor militare și declanșarea Operațiunii Carele lui Ghedeon (Merkevot Gideon) la care participă cinci divizii. 
Zamir a pus capăt incursiunilor israeliene în Fâșie înlocuindu-le cu o prezență militară permanentă și a insistat ca soldații să nu fie implicați în împărțirea ajutorului umanitar. În cele din urmă, s-a creat  o companie americană sub protecție israeliană și apărare locală din partea unor localnici arabi din Gaza destinată desfințării monopolului Hamasului asupra alimentării populatiei din Fâșie în vremea războiului. Prețurile alimentelor au fost echilibrate și s-a redus controlul Hamasului asupra populației civile din Gaza.
În aprilie 2025 Zamir a avertizat guvernul asupra necesității recrutării în armată a unor grupuri din populatia evreiască religioasă care s-a bucurat de scutiri.
În Liban Zamir a continuat tactica predecesorului său și împreună cu comandantul frontului de nord, generalul Uri Gordin, a aplicat fără compromisuri   acordurile dintre Israel si Liban din 2024., atacând obiective ale teroriștilor din sudul Libanului, în profunzimea teritoriului libanez și la Beirut.
Pe frontul sirian Israelulul a oferit garantii de securitate comunității druze atacate de oameni ai noului regim Ahmad al-Sharaa de la Damasc. În scop de avertisment armata israeliană a atacat în apropierea palatului prezidențial din Damasc. 
În fața atacurilor cu rachete și drone asupra Israelului din partea regimului mișcării Ansar Al Allah (huthi) din Yemen, Israelul a lansat atacuri aviatice asupra infrastructurii acesteia, mai ales după încheierea la începutul lui mai 2025 a Operațiunii Călărețul dur (Rough Rider) lansate de Statele Unite contra pirateriei huthilor în Marea Roșie. 
După ce o rachetă balistică yemenită a izbutit sa pătrundă dincolo de sistemul de apărare aeriană al Israelului și a lovit în proximitatea Aeroportului internațional Ben Gurion Zamir și comandantul aviației militare israeliene au comandat Operațiunea Amidat Rosh (Stând în cap) în care a fost distrus temporar Aeroportul internațional Sana'a.
La 13 iunie 2025 după ce Agenția Internațională pentru Energie Atomică a condamnat Iranul pentru încălcarea acordurilor cu privire la nedifuzarea armelor nucleare, și în fața lipsei de progres a negocierilor între Iran și Statele Unite pentru oprirea planurilor iraniene de înarmare nucleară, prin decizia guvernului israelian, armata sub comanda lui Zamir a lansat Operațiunea Am kelaví (Poporul ca un leu) destinată să împiedice planurile menționate ale Iranului îndreptate împotriva Israelului. Israelul a atacat cu avioane și drone infrastructuri de construcție și lansare a rachetelor balistice, reactoare și întreprinderi nucleare și a lichidat mai mulți comandanți ai armatei iraniene și ai Gărzilor Revoluției iraniene, precum și câteva cadre științifice participante la programul nuclear ofensiv iranian. În același timp s-a trecut în Israel la starea de urgență și la creșterea activității apărării antiaeriene în fața contraatacurilor iraniene asupra țării.

## Educația
Zamir a absolvit Colegiul multi-armat pentru comandă și stat major precum si Colegiul pentru apărarea națională din Israel, licența la Universitatea din Tel Aviv si masterat în științe politice la Universitatea din Haifa.
De asemenea a terminat un curs de administrație la Scoala Wharton a  Universității din Pennsylvania precum și École Militaire din Paris (1997-1998) .
În 2021 a urmat un an de cercetare la Institutul Washington pentru Orientul Mijlociu.În cadrul acestuia a publicat o teză asupra cristalizării concepției victoriei și principiilor de acțiune într-un conflict regional contra Iranului și sateliților săi în Orientul Mijlociu.

## Viața privată
Zamir este căsătorit cu Orna, născută Nathanson, in trecut purtatoare de cuvant și directoare adjunctă a  primăriei Hod Hasharon. Cuplul are trei copii.